# Krumminer Wiek
Die Krumminer Wiek ist eine Bucht des Peenestroms. Sie gehört zum Küstengewässer der Westusedomer Boddenkette und befindet sich östlich der Halbinsel Wolgaster Ort und westlich der Halbinsel Gnitz.
Die Krumminer Wiek hat eine Fläche von ungefähr 13 km2. Mit einer Wassertiefe zwischen 2,5 und 3,3 m handelt es sich um ein relativ flaches Gewässer. Die Küstenzonen sind zum Teil sumpfig und mit Schilf bewachsen.
Auf der Halbinsel Wolgaster Ort liegt am nordwestlichen Ufer der Krumminer Wiek das kleine Dorf Neeberg, das von alters her zu Krummin gehört. Die Landhöhe um Neeberg herum beträgt etwa 7 m. Hinter dem Schilfgürtel schließt sich Ackerland an.
Krummin befindet sich ungefähr 2 km von Neeberg entfernt im Norden der Bucht. Nach diesem Ort wurde auch die Krumminer Wiek benannt.
Der Ort Krummin wird gern von Seglern angesteuert. Von der Fahrrinne des Peenestroms hat das Hauptfahrwasser zum Naturhafen Krummin eine Wassertiefe von 2,5 bis 3 m.
Die beiden alten Bauern- und Fischerdörfer, Neeberg und Krummin, sind die einzigen Orte, die direkt an der Krumminer Wiek liegen.
Im Norden der Krumminer Wiek, etwa 2 km östlich von Krummin, liegt der Große Strumminsee. Es handelt sich dabei um einen fast verlandeten Altwasserarm, der noch im 13. Jahrhundert von der Krumminer Wiek bis zum Achterwasser reichte und so den Gnitz von Usedom trennte. Der Name Bollbrücke bezeichnet noch heute die Stelle, an der damals beide Inseln nur durch eine kleine Dammbrücke verbunden waren.
Am südöstlichen Ufer der Krumminer Wiek, beginnend mit Möwenort, einem von Salzwiesen geprägten Naturschutzgebiet an der südlichen Landspitze der Halbinsel Gnitz, schließt sich ein Binnenkliff, der Weiße Berg (32,1 m), an. An der Steilküste des Weißen Bergs befindet sich die größte Ufernschwalbenkolonie der Insel Usedom. Bewachsen ist der Weiße Berg mit einem Wacholder-Kiefernwald.
Bis zum Ende der Bucht folgt eine leichthügelige Landschaft mit kleineren Bergen: Voßberg (25,1 m), Fliederberg (28,0 m), Kastenberg (19,7 m) und Buchberg (24,3 m). Diese Hänge an der östlichen Küste der Krumminer Wiek sind mit Kiefern, aber auch mit Buchen und Erlenbruch bewaldet.

## Bilder von der Krumminer Wiek

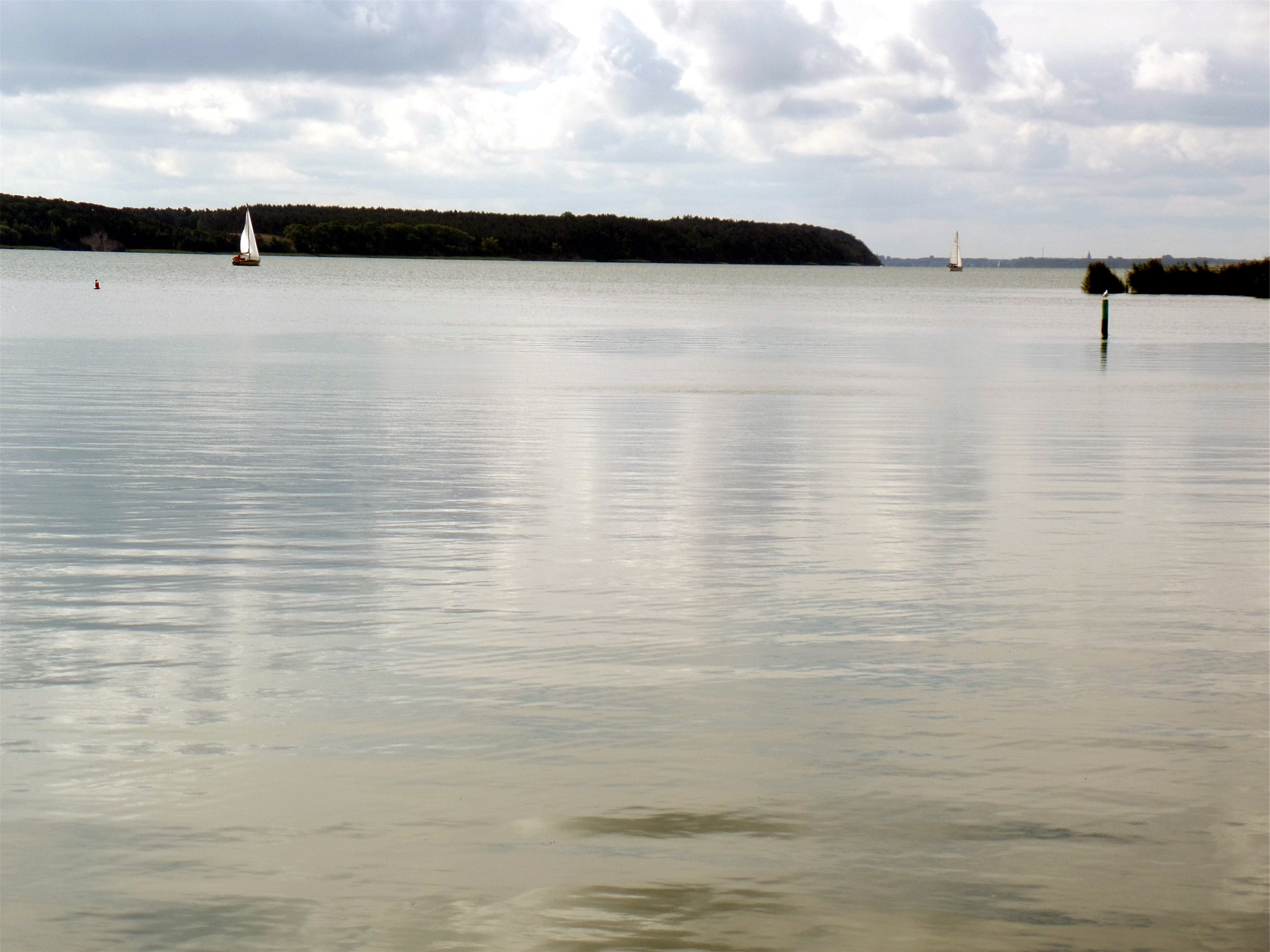
Blick über die Krumminer Wiek
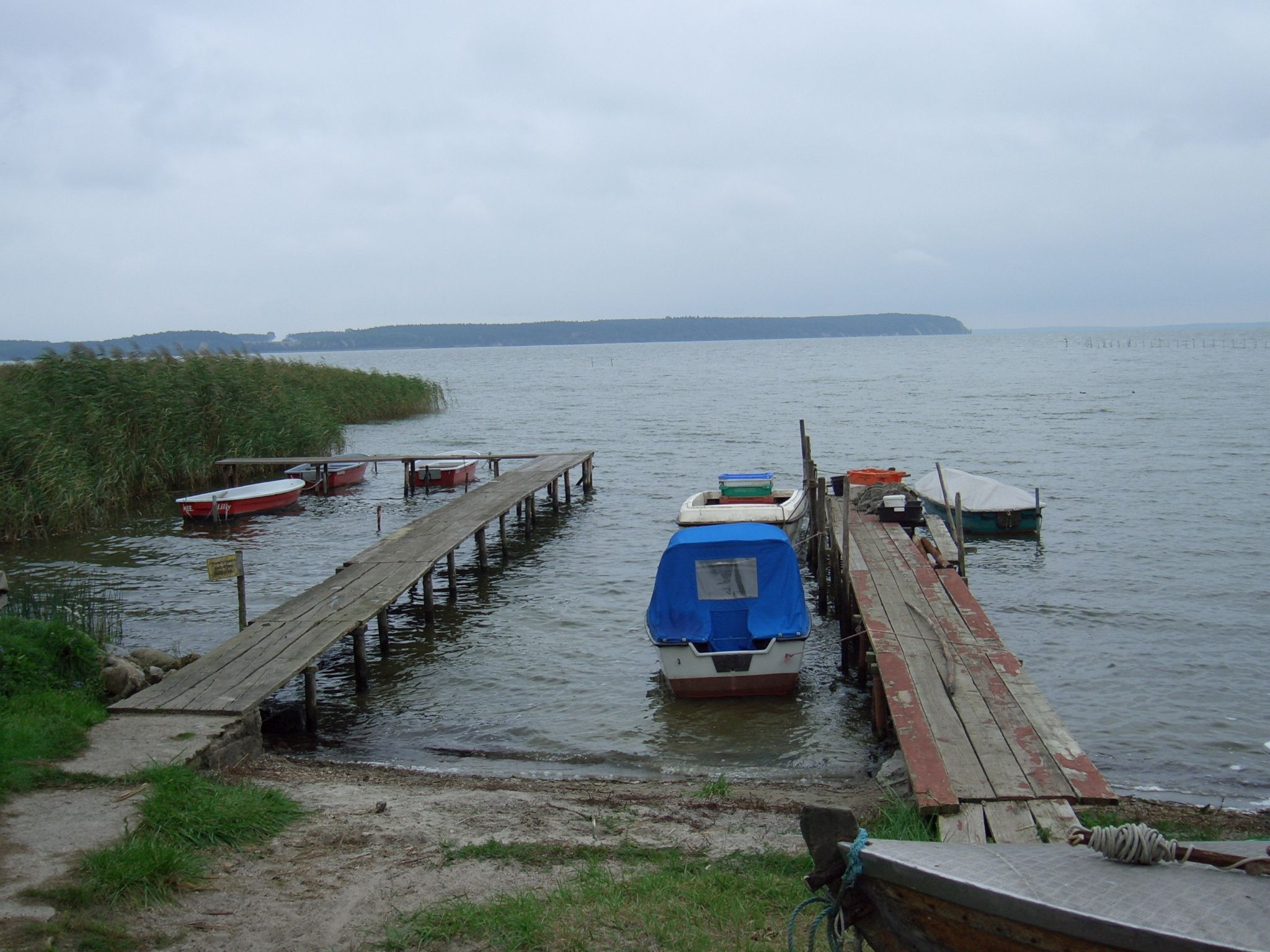
Bootsanlegestelle in Neeberg
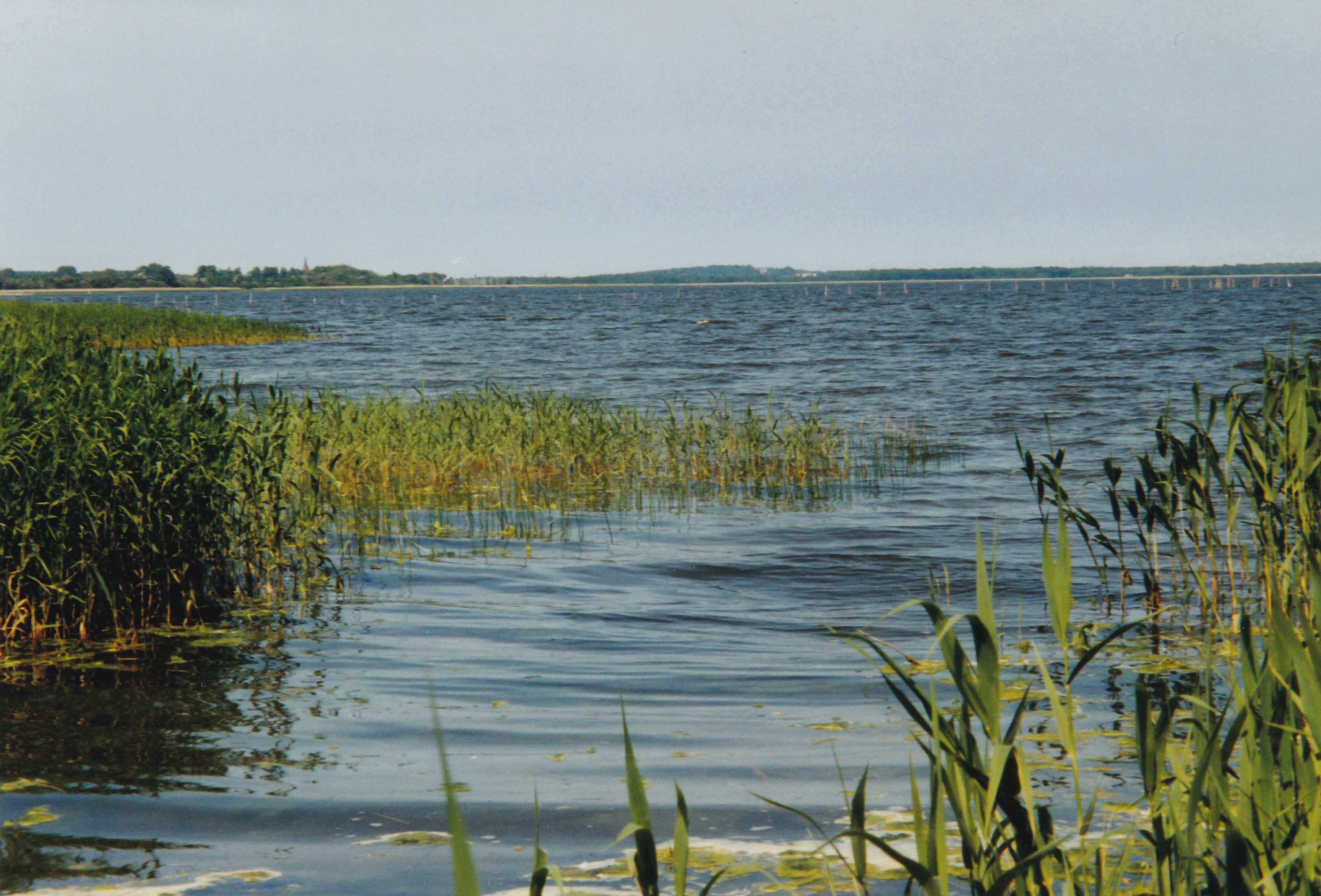
Blick vom westlichen Ufer nach Krummin und zum Buchberg
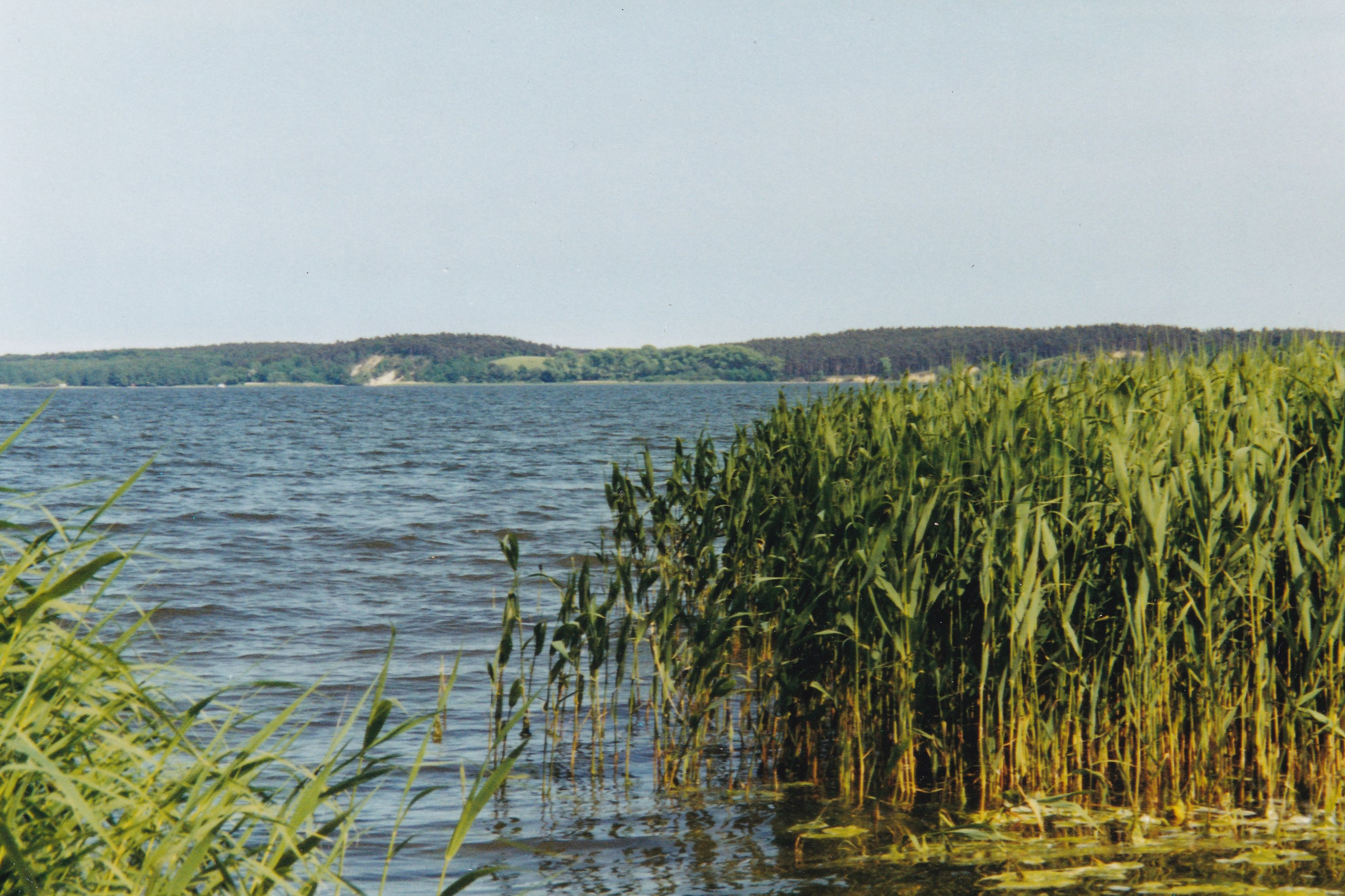
Blick vom westlichen Ufer zur Halbinsel Gnitz
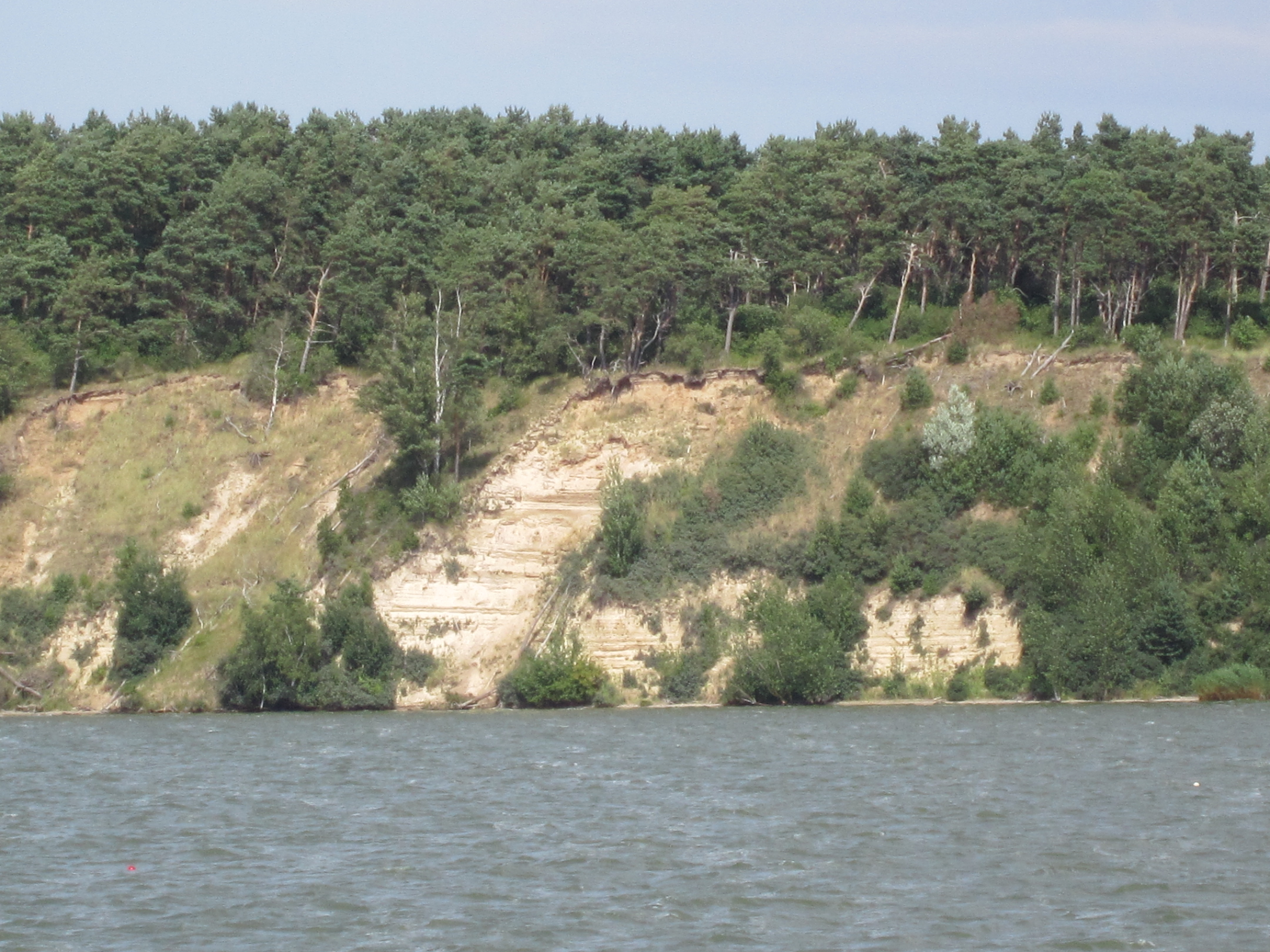
Steilküste des Weißen Bergs auf der Halbinsel Gnitz

## Rieke Stein

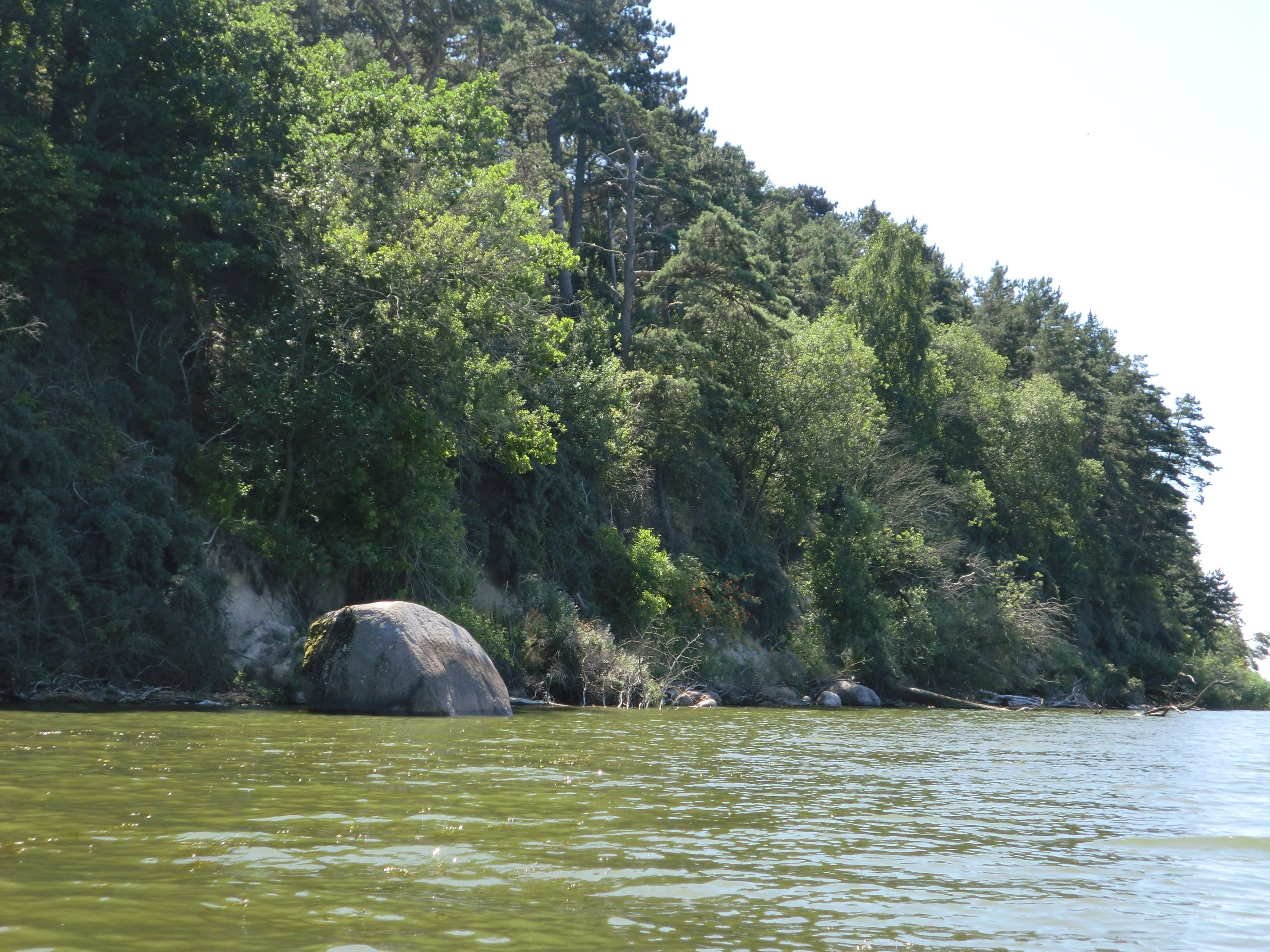
Rieke Stein vorm Voßberg an der Gnitzer Steilküste

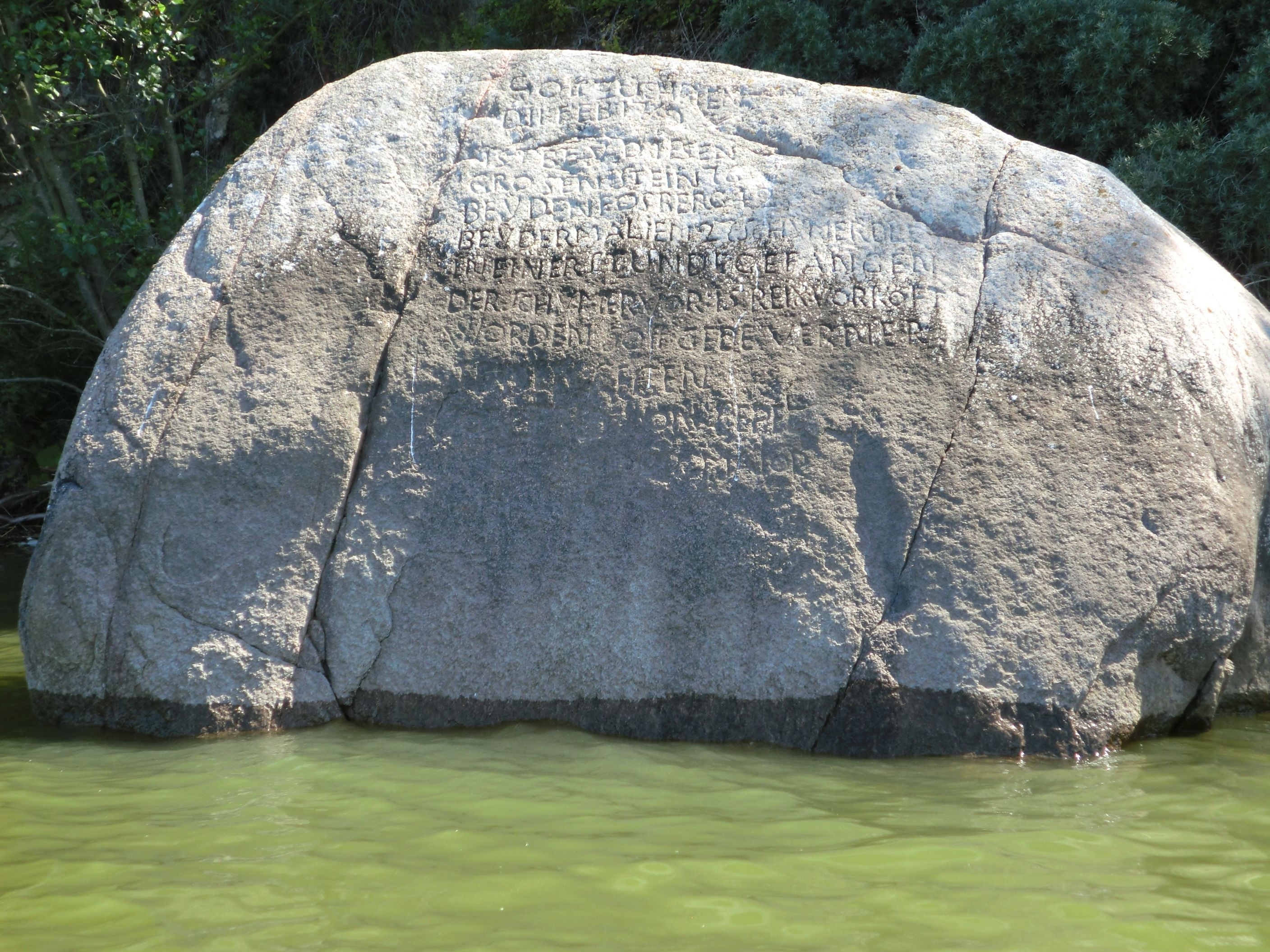
Inschrift des Rieke Stein

Noch vor dem Voßberg der Gnitzer Steilküste, etwa 1 km vom Möwenort entfernt, befindet sich ungefähr 6 m vom Ufer der Rieke Stein (reiche Stein). Manchmal wird er auch als Rieke Stenn oder Jörike Stenn bezeichnet. Dabei handelt es sich um einen eiszeitlichen Findling, dessen Inschrift über einen bemerkenswert großen Fischfang während der Eisfischerei im Jahr 1769 berichtet. Obwohl die Inschrift teilweise schon verwittert ist, lässt sich der ursprüngliche Text noch gut zusammentragen:
GOTT ZU EHREN
D 11 FEBR 1769
IST BEY DIESEN
GROTEN STEIN 76
BEY DEN FOSBERG 42
BEY DER MALISEN 27 SCHYMER BLEY
IN EINER STUNDE GEFANGEN
DER SCHYMER VOR 15 REIX VORKÖFT
WORDEN GOTT GEBE VERNER
SEINEN SEGEN
JOA FRED VON LEPEL

KO PR MAJOR 
Diese Inschrift ließ Joachim Friedrich von Lepel, der damalige Besitzer des Gnitzes mit Neuendorf, Lütow, Netzelkow und Görmitz, von einem schwedischen Tischler in den Findling einhauen. Dazu vermerkte Carl Heller 1832 in seinem handschriftlichen Zusatz zur Wolgaster Chronik auch folgende Erläuterung: „Ein Schümer ist ein Gefäß, das noch bis jetzt zum Fischverkauf gebraucht wird. Es ist von 2 Zoll starken, eichenen Planken in der Form eines länglichen Vierecks zusammengearbeitet. Oben in der Mitte ist eine Oefnung von 2 Fuß im Quadrat mit einer Luke, worin die Fische eingebracht werden und an einem Ende dieses Schümers ist eine andere Oefnung, mit einem Schieber versehen, den man aufzieht, um sie wieder herauszulassen. Ein solcher Schümer enthält 12 Scheffel Berliner Maaß.“
Mit MALISEN ist Mellesee oder Mellsee gemeint, eine kleine Bucht der Halbinsel Gnitz zum Achterwasser hin. In damaligen Zeiten  befand sich dort auch eine der Netzwurfstelle für die Eisfischerei. REIX ist die abkürzende Bezeichnung für Reichstaler.